# Hildebrandtia ornatissima
Espèce
Synonymes
- Rana ornatissima Bocage, 1879
- Hildebrandtia angolensis Nieden, 1908

Statut de conservation UICN

 DD  : Données insuffisantes
Hildebrandtia ornatissima est une espèce d'amphibiens de la famille des Ptychadenidae.

## Répartition
Cette espèce est endémique du centre de l'Angola,.

## Taxinomie
Hildebrandtia ornatissima a été un temps considérée comme synonyme de Hildebrandtia ornata jusqu'à ce que Perret (1976) voit en elle une espèce à part entière. Toutefois, ceci est contesté par certains auteurs, notamment Poynton et Haacke (1993) ou Channing (2001).

## Publication originale
- Bocage, 1879 : Reptiles et batraciens nouveaux d'Angola. Jornal de Sciências, Mathemáticas, Physicas e Naturaes, Lisbõa, vol. 7, p. 97-99 (texte intégral).